# 中国人民解放军陆军第七十六集团军
中国人民解放军陆军第七十六集团军，隶属西部战区陆军，军部驻地青海省西宁市。

## 沿革

### 中华人民共和国成立前
该军的前身是抗日战争爆发后组建的新四军第二师、第四师主力部队。其中，新四军第二师的前身第四支队是由大别山的红二十八军改编而成，是新四军各支队中兵力最多者，也是唯一位于长江以北的支队。新四军第四师是彭雪枫部。
抗战胜利后，1945年10月，新四军第二师、第四师主力部队组建津浦前线指挥部（1946年1月改为山东野战军）下属的新四军第二纵队。 
- 司令员罗炳辉/1946年5月韦国清
- 政治委员赵启民
- 副司令员韦国清（1946年5月转正）
- 参谋长詹化雨
- 政治部主任邓逸凡
- 第4旅：旅长朱绍清，政治委员高志荣、副旅长秦贤安、政治部主任徐海珊。前身为1935年2月重建的鄂豫皖红二十八军，1938年春改编为新四军第四支队，1941年2月改编为新四军第二师第4旅，1946年1月改称山东野战军第2纵队4旅。
- 第5旅：旅长成钧，政治委员赵启民（兼）、参谋长张元寿、政治部主任邓少东。前身为1939年5月以新四军第四支队第8团、挺进团等部组建的新四军第五支队，1941年2月改为新四军第二师第5旅。1945年10月编入新四军第二纵队。1946年6月改属淮南军区，参加淮南保卫战。1947年2月改称华东野战军第七纵队20师。
- 第9旅：旅长滕海清，政治委员康志强、参谋长刘清明、政治部主任张震寰。前身为1938年12月组建的八路军山东纵队陇海游击支队，1940年9月与新四军第六支队第4总队合编为八路军第五纵队第3支队，1941年2月改编为新四军第三师第9旅，1941年9月改隶新四军第四师建制，1946年1月改称山东野战军第2纵队9旅，1947年2月改称华东野战军第2纵队6师。

1946年朝阳集战役中，第二纵队全歼整编第69师整编第92旅。后参加泗县战役、淮阴、涟水保卫战，宿北战役全歼国军第六十九师。1947年1月参加鲁南战役。1947年2月，与华中野战军第九纵队一部合编为华东野战军第二纵队，韦国清任司令员兼政治委员，张震任副司令员。原第四旅、第九旅分别改为第四师、第六师，原第九纵队部队编为第五师。第五师前身是1940年7月由彭雪枫亲手创建的新四军第六支队第1、2团合编而成的八路军第四纵队第5旅，1941年2月改称新四军第四师第11旅，1945年和新四军第四师12旅一部组建华中野战军第九纵队。1948年2月，第二纵队奉命南下华中，参与宿北战役。随后参加莱芜战役、孟良崮战役、淮海战役，围歼黄百韬兵团并活捉杜聿明。
1949年2月，第二纵队改编为中国人民解放军第二十一军，军长滕海清，政治委员康志强，属中国人民解放军第三野战军第七兵团，各师分别改称第六十一师、第六十二师、第六十三师。随后参加渡江战役，属中集团。先后攻占南京、上海、武汉、杭州、温州、宁波、象山等地。其中，1949年5月参加上海战役。

### 中华人民共和国成立后
1950年，该军在第二十二军配合下，进行舟山战役，攻克舟山群岛，从而打破了上海遭封锁的局面。1953年3月，入朝鲜作战，参加朝鲜战争中的金城反击战，朝鲜停战后长期留守朝鲜，1958年7月回国。自朝鲜回国后，第二十一军属北京军区，军部驻山西省大同市。1967年，第二十一军奉命西迁，改属兰州军区，军部改驻陕西省宝鸡市。
1985年，在百万大裁军中，第二十一军改编为中国人民解放军陆军第二十一集团军（原代号为中国人民解放军84810部队，后代号改为中国人民解放军68210部队）。这次改编中，原属第十九军的第五十五师（前身是陈赓太岳四纵十二旅，又称陕南十二旅）划归陆军第二十一集团军。陆军第二十一集团军由此下辖步兵第六十一师、步兵第六十三师、步兵第五十五师共计3个步兵师，并且编入坦克第十二师、炮兵旅（原炮兵第十五师）、高炮旅。原属第二十一军的步兵第六十二师撤销，其第一八四团改编为兰州军区特种大队。1986年至1987年，陆军第二十一集团军参加了两山轮战，参与老山地区防御作战。
1990年代中期以后，步兵第六十一师被确定为应急机动部队之一。1996年，原属陆军第二十一集团军的步兵第六十三师改为武警机动师。1998年后，步兵第五十五师改为摩步旅，坦克第十二师改编为装甲师。2003年，摩步第五十五旅转隶陆军第四十七集团军。
2016年，中国人民解放军七大军区撤销，成立五大战区，陆军第二十一集团军划归中国人民解放军西部战区。2017年3月，陆军第二十一集团军军部自陕西省宝鸡市移防至青海省西宁市。
2017年4月18日，中共中央总书记、国家主席、中央军委主席习近平在北京八一大楼接见新调整组建的84个军级单位主官，并对各单位发布训令；中共中央政治局委员、中央军委副主席许其亮宣读习近平主席签发的中央军委关于调整组建军兵种部队和省军区系统军级单位的命令、决定。在这次军级单位调整组建中，以陆军第二十一集团军为基础，调整组建中国人民解放军陆军第七十六集团军。

## 编制
1985年陆军第二十一集团军成立时，下辖步兵第六十一师、步兵第六十三师、步兵第五十五师共计3个步兵师，以及坦克第十二师、炮兵旅、高炮旅等部队。经过1996年中国“五十万大裁军”、2003年中国“二十万大裁军”后，到2016年深化国防和军队改革前，陆军第二十一集团军下辖：摩托化步兵第六十一师、机械化步兵第六十二旅、装甲第十二旅、特种作战旅、炮兵旅、防空旅，以及集团军直属的陆军航空兵第十三团、通信团、工兵团、舟桥团、防化团、电子对抗团等。
2017年陆军第七十六集团军组建后，下辖：
- 合成第十二旅(2021年秋被裁撤，建制拆散后编入中国人民解放军火箭军)[22]
- 合成第十七旅（履带式重装甲合成部队，主要装备ZTZ-99 + ZBD-04A）
- 合成第五十六旅（高机动车辆机械化合成部队）
- 合成第六十二旅（履带式重装甲合成部队，主要装备ZTZ-99A + ZBD-04A） [23]
- 合成第一四九旅（履带式机械化合成部队，主要装备ZTZ-59D + ZSD-63A / ZSD-89）
- 合成第一八二旅（卡车摩托化合成部队）[24]
- 特战第七十六旅
- 陆航第七十六旅 (驻守中卫市沙坡头区，装备PHL-191, 代号31660部队)
- 炮兵第七十六旅
- 防空第七十六旅
- 工程防化第七十六旅[25]
- 勤务支援第七十六旅

## 历任领导

### 津浦前线指挥部、山东野战军、华东野战军第二纵队
| 第二纵队司令员 1. 罗炳辉（1945年10月－1946年5月） 2. 韦国清（1946年5月－1948年2月） 3. 滕海清（1948年2月－1949年2月） 第二纵队副司令员 - 韦国清（1945年10月－1946年5月） - 张 震（1947年9月－1948年3月） | 第二纵队政治委员 1. 赵启民（1945年10月－1946年5月） 2. 韦国清（1946年5月－1948年2月，司令员兼） 3. 康志强（1948年2月－1949年2月） 第二纵队副政治委员 - 康志强（1947年9月－1948年2月） |

| 第二纵队参谋长 1. 詹化雨（1945年10月－1948年2月） 2. 朱绍清（1948年2月－1949年1月，兼任） | 第二纵队政治部主任 1. 邓逸凡（1946年1月－1949年2月） |

### 中国人民解放军第二十一军
| 中国人民解放军第二十一军军长 1. 滕海清（1949年2月－1952年8月） 2. 吴咏湘（1952年7月－1956年6月） 3. 徐国贤（1956年6月－1957年9月，代理） 4. 谢振华（1957年10月－1959年2月） 5. 肖应棠（1959年2月－1964年5月） 6. 胡 炜（1964年5月－1971年7月） 7. 刘江亭（1971年7月－1975年7月） 8. 孙玉水（1975年7月－1978年4月） 9. 刘 凌（1978年7月－1980年12月） 10. 钱锡候（1975年7月－1978年4月） 11. 徐治中（1983年1月－1983年5月，代理） 12. 王 克（1983年5月－1985年8月） 中国人民解放军第二十一军副军长 - 高志荣（1949年8月－1949年9月） - 吴咏湘（1950年12月－1952年7月） - 周长胜（1953年3月－1954年10月） - 符先辉（1954年12月－1960年8月） - 胡炜（1957年7月－1963年3月） - 杨振声（1960年8月－1961年10月） - 彭思忠（1961年9月－1969年8月） - 苏锦章（1963年7月－1967年7月） - 刘江亭（1965年5月－1971年7月） - 马友里（1969年4月－1969年10月） - 孙玉水（1969年10月－1975年7月） - 刘正昌（1971年2月－1976年4月） - 徐洪学（1971年2月－1978年2月） - 杨益三（1978年6月－1981年6月） - 施夫俊（1978年6月－1981年6月） - 钟岐山（1978年6月－1981年8月） - 冀廷璧（1979年8月－1983年5月） - 张信元（1979年8月－1981年2月） - 徐治中（1981年1月－1983年5月） - 沈宝兴（1983年5月－1985年8月） - 胡世浩（1983年5月－1983年10月） - 胡远春（1983年9月－1985年8月） | 中国人民解放军第二十一军政治委员 1. 康志强（1949年2月－5月） 2. 汤光恢（1949年8月－1950年11月） 3. 滕海清（1950年11月－1952年8月，兼任） 4. 谢福林（1952年8月－1953年3月，代理；1953年3月－10月） 5. 吴融峰（1955年7月－1961年8月） 6. 杨银声（1961年10月－1963年3月） 7. 胡 炜（1963年3月－1964年5月） 8. 姜林东（1964年5月－1965年6月） 9. 施义之（1965年5月－1967年6月） 10. 刘建功（1967年7月－1969年10月） 11. 梁济民（1969年10月－1972年5月） 12. 徐春阳（1975年7月－1978年4月） 13. 费龙山（1978年4月－1985年8月） 中国人民解放军第二十一军副政治委员 - 仲曦东（1949年2月，未到职） - 王静敏（1950年12月－1952年8月） - 谢福林（1952年8月－1953年3月） - 严 政（1953年10月－1954年12月） - 姜林东（1960年7月－1964年5月） - 施义之（1964年4月－1965年5月） - 刘建功（1965年9月－1967年7月） - 梁济民（1968年5月－1969年10月） - 孙长兴（1969年10月－1979年1月） - 周茂芹（1969年10月－1978年6月） - 刘建德（1971年2月－1981年1月） - 赵 敏（1978年6月－1983年5月） - 朱恭文（1980年3月－1981年6月） - 苏宜锦（1981年1月－1984年7月） - 孔昭文（1983年5月－1985年8月） |

| 中国人民解放军第二十一军参谋长 1. 吴咏湘（1949年2月－1950年2月） 2. 周世忠（1950年3月－1952年8月） 3. 胡 炜（1952年8月－1963年3月） 4. 刘江亭（1963年7月－1965年5月） 5. 马友里（1966年3月－1969年4月） 6. 孙玉水（1969年3月－1969年10月） 7. 徐洪学（1969年10月－1971年2月） 8. 杨益三（1971年2月－1978年6月） 9. 张信元（1978年7月－1979年8月） 10. 徐治中（1979年8月－1981年1月） 11. 朱鹏祥（1981年1月－1983年5月） 12. 裴怀亮（1983年5月－1985年8月） 中国人民解放军第二十一军副参谋长 1. 朱光（？－？） 2. 叶太清（？－？） 3. 刘春芳（？－？） 4. 徐春阳（？－？） 5. 于忠颜（？－？） 6. 马友里（？－1966年3月） 7. 杨益三（？－1971年2月） 8. 晏明鳌（？－？） 9. 宋炳林（？－？） 10. 徐治中（？－1979年8月） 11. 夏玉安（？－？） 12. 雷永芳（？－？） 13. 郑杰（？－？） 14. 胡远春（？－？） | 中国人民解放军第二十一军政治部主任 1. 邓逸凡（1949年2月－9月） 2. 王静敏（1949年9月－1951年10月） 3. 严 政（1951年10月－1954年6月） 4. 姜林东（1954年6月－1960年7月） 5. 施义之（1960年7月－1964年4月） 6. 刘建功（1964年4月－1966年5月） 7. 梁济民（1966年5月－1968年5月） 8. 孙长兴（1968年5月－1969年10月） 9. 费龙山（1969年10月－1978年4月） 10. 朱恭文（1978年6月－1980年3月） 11. 苏宜锦（1980年3月－1981年1月） 12. 许昌其（1981年1月－1983年5月） 13. 李启录（1983年5月－1985年8月） 中国人民解放军第二十一军政治部副主任 1. 严政（？－1951年10月） 2. 姜林东（？－1954年6月） 3. 王文章（？－？） 4. 周茂芹（？－1969年10月） 5. 苏允中（1964年－1981年12月） 6. 朱恭文（？－1978年6月） 7. 洪意宁（？－？） 8. 胡奇坤（？－？） 9. 苏宜锦（？－1980年3月） 10. 李向广（？－？） 11. 辛崇岫（？－？） 12. 王玮珍（？－？） |

| 中国人民解放军第二十一军后勤部部长 1. 朱亮初（？－？） 2. 夏玉华（？－？） 3. 孙存余（？－？） 4. 梁汉群（？－？） 5. 黄泽夫（？－？） 6. 齐德宽（？－？） 7. 董家存（？－？） 8. 冯福林（？－？） 9. 李学廉（？－？） 10. 武翕（？－？） 11. 纪维海（？－？） | 中国人民解放军第二十一军后勤部政治委员 1. 黄泽夫（？－？） 2. 夏玉华（？－？） 3. 傅荣贤（？－？） 4. 苏允中（？－1964年） 5. 李兴智（？－？） 6. 朱兆恒（？－？） 7. 李超节（？－？） |

### 中国人民解放军陆军第二十一集团军
| 中国人民解放军陆军第二十一集团军军长 1. 王 克（1985年8月－1986年5月） 2. 裴怀亮 少将（1986年5月－1990年7月） 3. 钱树根 少将（1990年7月－1992年11月） 4. 郑守增 少将（1992年11月－1999年6月） 5. 房峰辉 少将（1999年6月－2003年12月） 6. 徐粉林 少将（2003年12月－2007年6月） 7. 何清成 少将（2007年6月－2012年12月） 8. 曹益民 少将（2013年1月－2016年12月） 9. 谢增刚 少将（2016年12月－2017年4月） 中国人民解放军陆军第二十一集团军副军长 - 沈宝兴（1985年8月－1987年9月） - 裴怀亮（1985年8月－1986年12月） - 方登华 少将（1986年11月－1988年7月） - 郑守增 少将（1988年7月－1992年11月） - 樊剑英 少将（1993年2月－1996年5月） - 赵守华 少将（1993年2月－1997年12月） - 赵拴龙 少将（1996年5月－1997年12月） - 刘登云 少将（1996年5月－？） - 房峰辉 少将（1997年12月－1999年6月） - 常贵祥 少将（1997年12月－2002年1月） - 朱锦林 少将（1999年7月－2000年8月） - 张志强 少将（2000年12月－2006年2月） - 彭 勇 少将（2001年7月－2003年12月） - 高 亢 少将（2003年6月－2010年2月） - 王振国 少将（2004年7月－2004年12月） - 王聪民 少将（2006年2月－2010年2月） - 曹益民 少将（2009年11月－2011年8月） - 田福平 少将（2010年2月－2017年4月） - 吴 勇 少将（2012年10月－2014年） - 赵立荣 少将（2013年－2017年4月） - 周建国 少将（2014年－2017年4月） | 中国人民解放军陆军第二十一集团军政治委员 1. 李宝祥 少将（1985年8月－1992年2月） 2. 种发友 少将（1992年2月－1995年3月） 3. 刘冬冬 少将（1995年3月－1997年11月） 4. 孔 瑛 少将（1997年11月－2002年6月） 5. 田修思 少将（2002年6月－2004年12月） 6. 杜金才 少将（2005年3月－2006年12月） 7. 刘 雷 少将（2006年12月－2013年7月） 8. 李 伟 少将（2013年7月－2014年12月） 9. 刘洪军 少将（2015年4月－2017年4月） 中国人民解放军陆军第二十一集团军副政治委员 - 李启录 少将（1985年8月－1992年10月） - 王玮珍 少将（1992年9月－1996年5月） - 杨金岭 少将（1996年5月－1998年12月） - 李登武 少将（1998年12月－2002年2月） - 王焕新 少将（2000年5月－2000年12月） - 李太忠 少将（2002年1月－2003年7月） - 林淼鑫 少将（2003年7月－2008年1月） - 武玉德 少将（2007年12月－2010年12月） - 刘林福 少将（2010年12月－2012年8月） - 刘文军 少将（2012年8月－2015年5月） - 杨 诚 少将（2015年－2017年4月） |

| 中国人民解放军陆军第二十一集团军参谋长 1. 方登华 （1985年8月－1986年11月） 2. 郑守增（1986年11月－1988年7月） 3. 刘登云 少将（1988年7月－1993年2月） 4. 赵拴龙 少将（1993年2月－1996年5月） 5. 房峰辉 少将（1996年5月－1997年12月） 6. 朱锦林 少将（1997年12月－1999年7月） 7. 彭 勇 少将（1999年7月－2004年3月） 8. 王聪民 少将（2004年3月－2006年2月） 9. 何清成 少将（2006年2月－2007年6月） 10. 曹益民 少将（2007年6月－2009年11月） 11. 许振华 少将（2009年11月－2013年5月） 12. 田福平 少将（2013年－2016年，副军长兼） 13. 李中林 大校（2016年－2017年4月） 中国人民解放军陆军第二十一集团军副参谋长 | 中国人民解放军陆军第二十一集团军政治部主任 1. 王振西 少将（1985年8月－1993年2月） 2. 孔 瑛 少将（1993年2月－1995年7月） 3. 吕长才（1995年7月－12月） 4. 王焕新 少将（1995年12月－2000年5月） 5. 李太忠 少将（2000年7月－2002年1月） 6. 褚益民 少将（2002年1月－2003年12月） 7. 范长秘 少将（2003年12月－2005年12月） 8. 武玉德 少将（2005年12月－2007年12月） 9. 刘林福 少将（2007年12月－2010年12月） 10. 刘文军 少将（2010年12月－2012年8月） 11. 党增龙 少将（2012年8月－2016年5月） 12. 庄 斌 大校（2016年－2017年4月） 中国人民解放军陆军第二十一集团军政治部副主任 |

| 中国人民解放军陆军第二十一集团军后勤部部长 | 中国人民解放军陆军第二十一集团军后勤部政治委员 |

### 中国人民解放军陆军第七十六集团军
| 中国人民解放军陆军第七十六集团军军长 1. 范承才 少将（2017年3月－2018年1月） 2. 杨毅 少将（2018年6月－2021年9月） 中国人民解放军陆军第七十六集团军副军长 - 曹均章 少将（2017年－） - 周建国 少将（2017年－） | 中国人民解放军陆军第七十六集团军政治委员 1. 张红兵 少将（2017年3月－2019年） 2. 袁红刚 少将（?－2024年7月） 3. 饶崎 少将（2024年8月－） 中国人民解放军陆军第七十六集团军副政治委员 |

| 中国人民解放军陆军第七十六集团军参谋长 中国人民解放军陆军第七十六集团军副参谋长 | 中国人民解放军陆军第七十六集团军政治工作部主任 中国人民解放军陆军第七十六集团军政治工作部副主任 |

| 中国人民解放军陆军第七十六集团军保障部部长 中国人民解放军陆军第七十六集团军保障部副部长 | 中国人民解放军陆军第七十六集团军纪律检查委员会书记 中国人民解放军陆军第七十六集团军纪律检查委员会副书记 |

## 荣誉
曾被授予荣誉称号的单位有：
- 红军师：原陆军第二十一集团军步兵第六十一师（原大别山红二十八军）[2]
- 红军团：原陆军第二十一集团军步兵第六十一师第一八一团、原陆军第二十一集团军步兵第六十一师第一八二团（原新四军七团、八团）[2]
- 金刚钻团：原陆军第二十一集团军步兵第六十一师第一八一团
- 铁锤子团：原陆军第二十一集团军步兵第六十一师第一八二团
- 钢铁团：原陆军第二十一集团军步兵第六十一师第一八三团
- 攻坚英雄连：原陆军第二十一集团军步兵第六十一师第一八二团九连[2]。2017年转隶陆军第七十六集团军[36]
- 英雄八连：原陆军第二十一集团军步兵第六十三师第一八七团八连[2]
- 邱少云生前所在连：原陆军第四十七集团军某旅三营九连[37]。2017年转隶陆军第七十六集团军[36][38]
- 雪枫模范连、团结战斗模范连：原陆军第二十一集团军某旅特战八连[39]。2017年转隶陆军第七十六集团军[36]
- 挺进大别山英雄连：原陆军第四十七集团军步兵第一四一师第四二一团七连。2017年转隶陆军第七十六集团军[36]
- 出奇制胜英雄连：2017年转隶陆军第七十六集团军[36]
- 红色尖刀连：2017年转隶陆军第七十六集团军[36]
- 进藏先锋连：原陆军第二十一集团军某旅红四连。2017年转隶陆军第七十六集团军[36]
- 夜月山英雄班：2017年转隶陆军第七十六集团军[36]

曾被授予荣誉称号的个人有：
- 中国首届“十大杰出青年”：李润虎（原陆军第二十一集团军步兵第六十一师军械修理所志愿兵）[2]